# Albanië op de Olympische Winterspelen 2018
Albanië was een van de deelnemende landen aan de Olympische Winterspelen 2018 in Pyeongchang, Zuid-Korea.
Bij de vierde deelname van het land namen er twee deelnemers deel in het Alpineskiën, dit waren dezelfde deelnemers als in 2014. Erjon Tola nam voor de vierde opeenvolgende keer deel, in 2006 en 2010 was hij de enige deelnemer uit Albanië. Voor Suela Mëhilli was het haar tweede deelname.

## Deelnemers en resultaten

### Alpineskiën
Mannen
| Olympiër       | Onderdeel    | Resultaat | Prestatie                                                          |
| -------------- | ------------ | --------- | ------------------------------------------------------------------ |
| Erjon Tola (4) | reuzenslalom | 47e       | run 1: 1.16,86 (54e) run 2: 1.16,77 (49e) totaal: 2.33,63 (+15,59) |
| Erjon Tola (4) | slalom       | 36e       | run 1: 58,00 (45e) run 2: 59,06 (35e) totaal: 1.57,06 (+18,07)     |

Vrouwen
| Olympiër          | Onderdeel    | Resultaat | Prestatie                                                          |
| ----------------- | ------------ | --------- | ------------------------------------------------------------------ |
| Suela Mëhilli (2) | reuzenslalom | 53e       | run 1: 1.24,67 (60e) run 2: 1.21,90 (54e) totaal: 2.46,57 (+26,55) |
| Suela Mëhilli (2) | slalom       | DNF-1     | run 1: niet gefinisht                                              |